# Microcreagris gigas
Microcreagris gigas är en spindeldjursart som beskrevs av Luigi Balzan 1892. Microcreagris gigas ingår i släktet Microcreagris och familjen helplåtklokrypare. Inga underarter finns listade i Catalogue of Life.